# Be quiet!
be quiet! to marka należąca do niemieckiej firmy Listan GmbH, która produkuje zasilacze, chłodzenia CPU, obudowy komputerowe i wentylatory do obudów. Głównymi grupami docelowymi produktów z serii be quiet! są entuzjaści PC i gracze, a także mniejsi i więksi integratorzy PC. Główna siedziba firmy znajduje się w Glinde, niedaleko Hamburga. Obecnie firma posiada również oddziały w Polsce, na Tajwanie i w Chinach. Produkty be quiet! są sprzedawane bezpośrednio z Glinde do dystrybutorów i resellerów na całym świecie. Jednak głównym rynkiem zbytu marki be quiet! jest Europa.

## Historia
Marka be quiet! została zarejestrowana w 2002 roku jako znak towarowy firmy Listan GmbH. Początkowo pod tą marką sprzedawane były tylko zasilacze PC wyposażone w technologię minimalizującą hałas. Od 2008 roku zdecydowano, że oprócz zasilaczy do oferty be quiet! zostaną dodane produkty do chłodzenia komputerów PC (chłodzenia na procesor i wentylatory do obudów). W 2014 roku be quiet! dodało do portfolio produktów obudowy PC.
Czytelnicy niemieckiego magazynu komputerowego PC Games Hardware wybrali be quiet! „Producentem Roku” w kategorii zasilacze. Również w wyborach wiodących niemieckich magazynów internetowych Hardwareluxx be quiet! został wybrany przez czytelników jako „Producent Roku” w kategorii PSU. Według regularnych badań grupy GfK, na podstawie liczby sprzedanych jednostek be quiet! jest konsekwentnie zakończony jako lider rynku w Niemczech dla zasilaczy PC, od 2006 roku do ich ostatniego badania w 2017 roku.

## Produkty

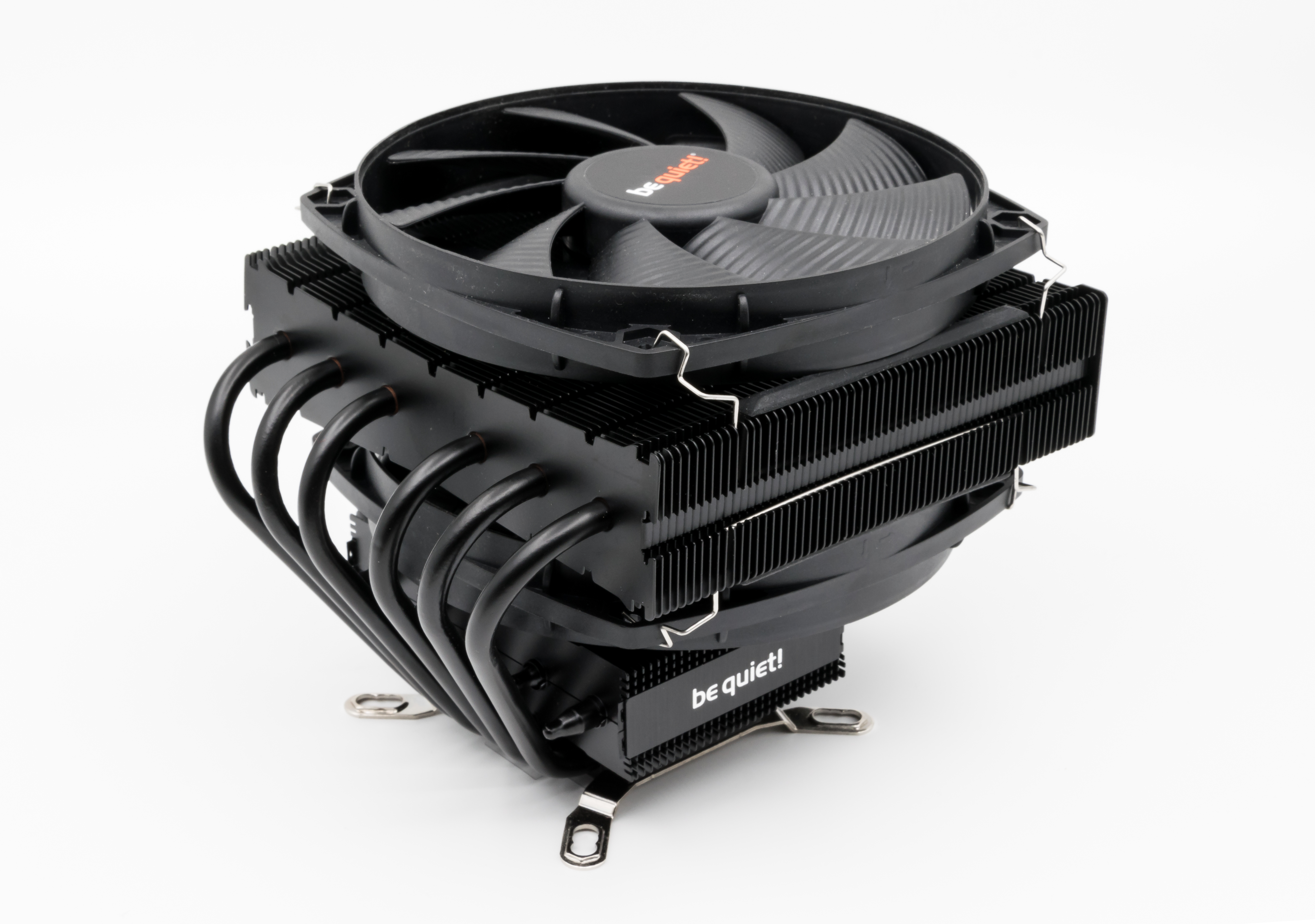
Chłodzenie procesora be quiet! Dark Rock Top Flow

Wszystkie prace organizacyjne, administracyjne i logistyczne, jak również rozwój techniczny produktów be quiet! wykonywane są w siedzibie firmy w Niemczech. Obejmuje to wszystkie niezbędne inspiracje, koncepcje produktów i projekty, a także końcową kontrolę jakości. W zgodzie z imperatywem zawartym w nazwie marki, przy opracowywaniu wszystkich produktów z serii be quiet! zwraca się dużą uwagę na minimalizację hałasu. W konsekwencji firma opracowała własną zaawansowaną technologię i zarejestrowała patenty.

### Zasilacze

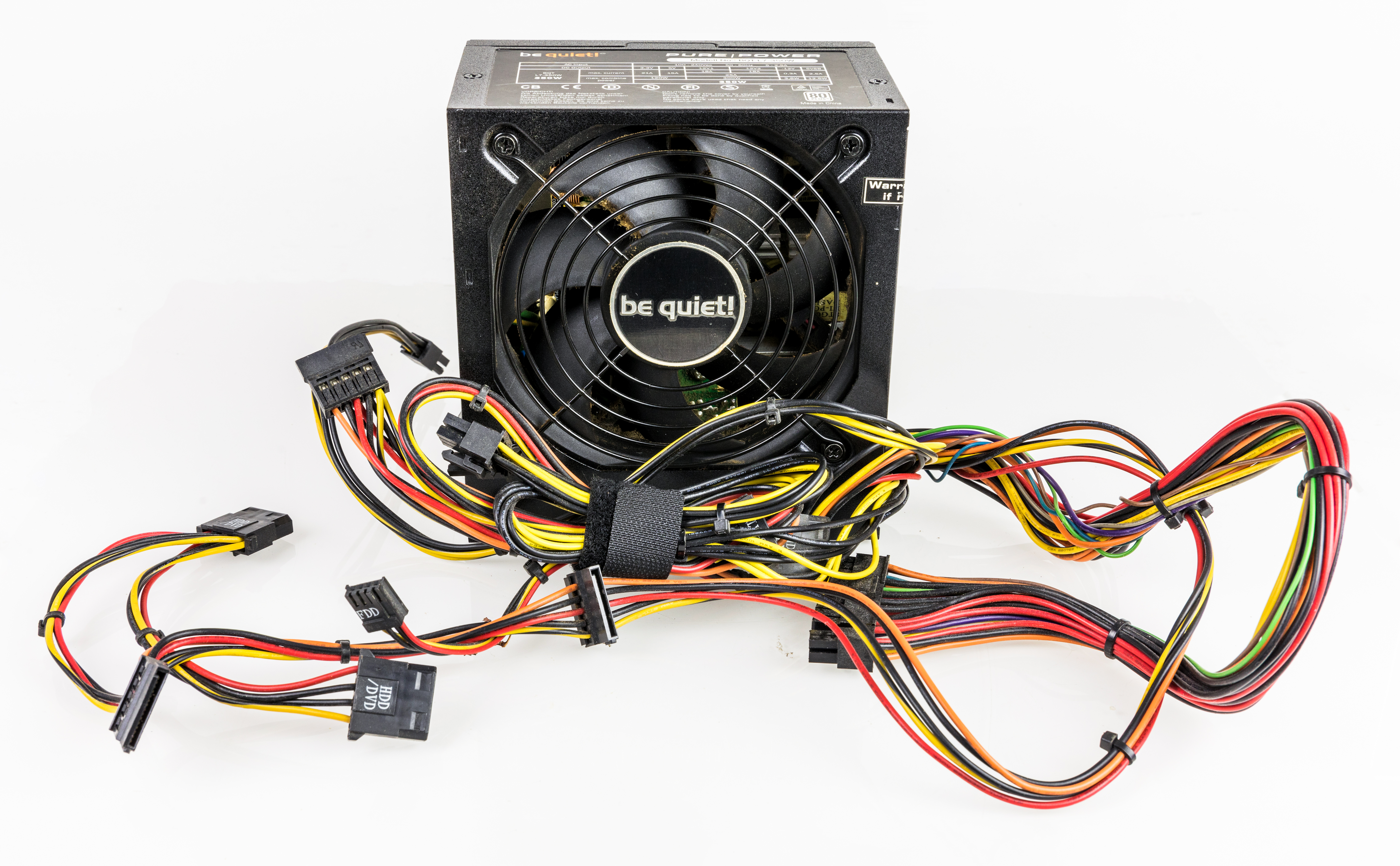
Zasilacz ATX be quiet! BQT L7-350W

Głównym przedmiotem zainteresowania firmy co do zasilaczy jest format ATX. Jednak obecnie marka produkuje również zasilacze dla SFX i TFX. Produkowane zasilacze obejmują spektrum klas mocy od 300W do 1500W, skupiając się na komponentach PC z wyższej półki.

### Obudowy PC
W sierpniu 2014 roku marka be quiet! wprowadziła na rynek swoją pierwszą obudowę PC typu midi tower Silent Base 800 i od tego czasu wprowadziła dwie kolejne serie produktów (Dark Base i Pure Base).

### Chłodzenie procesora i wentylatory do obudowy

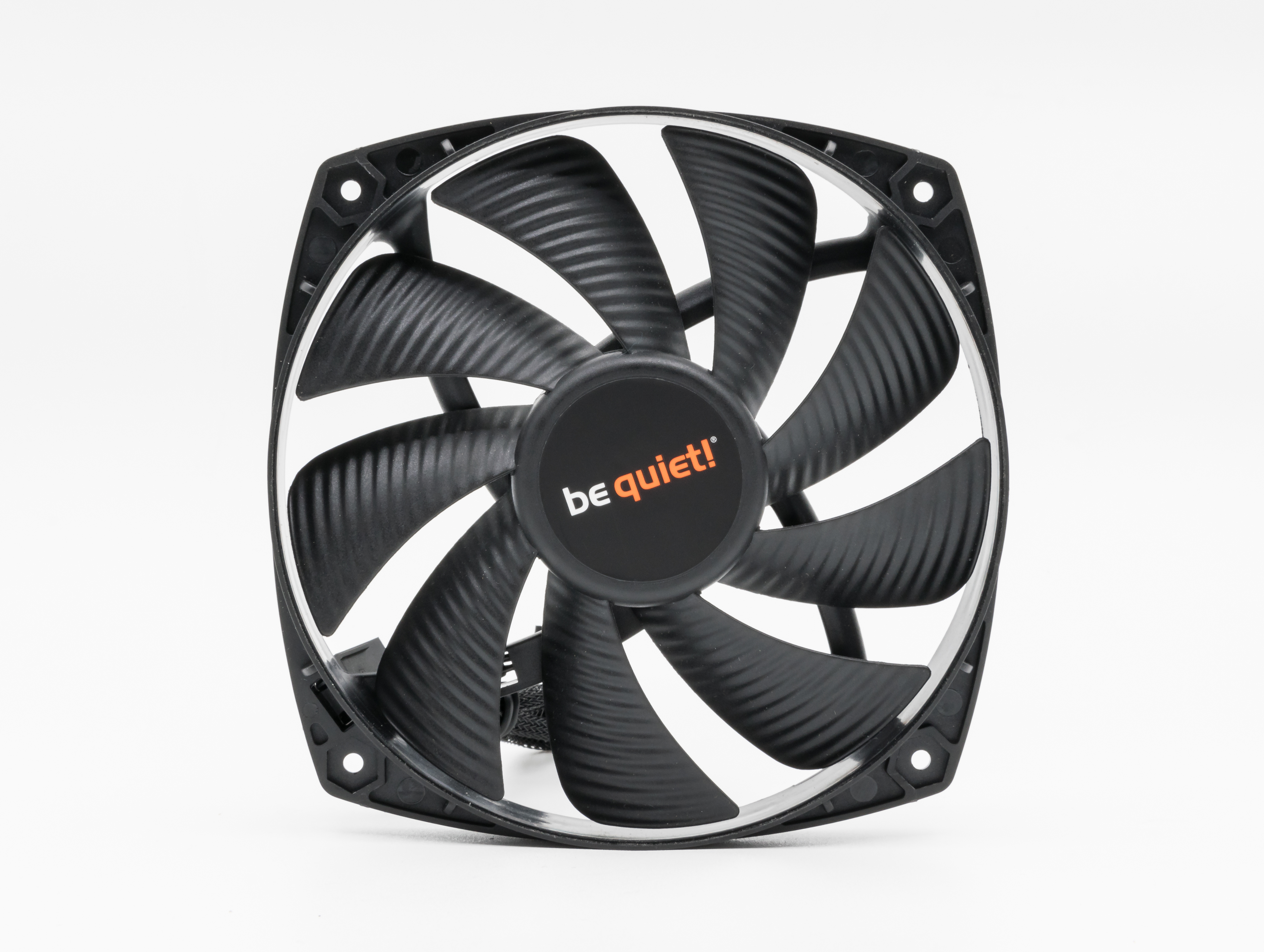
Wentylator be quiet! Silent Wings 135 mm

W 2008 roku be quiet! rozszerzył swoją paletę produktów o chłodzenie CPU w architekturze tower, dual tower oraz top flow. Ponadto wyprodukowano modele wentylatorów obudowy z funkcją PWM i bez niej w rozmiarach montażowych od 80 do 140 milimetrów. W 2015 roku seria wentylatorów be quiet! Pure Wings 2 zdobyła nagrodę European Hardware Awards. W 2016 roku be quiet! rozszerzył swoją ofertę chłodzeń CPU o chłodzenia wodne, w formatach 240, 280 i 360 mm.

## Patenty i wzory użytkowe
Dla technologii, którą sama opracowała w latach 2009–2011, firma złożyła kilka zarejestrowanych wzorów i patentów w różnych regionach i krajach. Wszystkie one mają wspólny cel: redukcja hałasu oprócz optymalizacji pracy w komponentach chłodzących i zasilających. Jednym z przykładów jest „technologia aerodynamicznie zoptymalizowanej tekstury powierzchni”, stosowana w innych aplikacjach przemysłowych w celu zmniejszenia hałasu operacyjnego i poprawy przepływu powietrza. Technologia ta jest stosowana we wszystkich wentylatorach be quiet!. Serie wentylatorów do obudów Silent Wings 2 i Shadow Wings posiadają kolejny przykład opatentowanej technologii znanej jako „anti-vibration mounts”, która nie tylko upraszcza montaż i tłumi ogólne drgania, ale również oferuje elastyczny wybór montażu w zależności od zastosowania. Inna taka technologia znana jest jako „zespół tłumiący wentylatora”, który redukuje wibracje za pomocą gumowej uszczelki, upraszcza procedury montażu, a więc znacznie skraca czas potrzebny na montaż. Ponadto firma zarejestrowała jako wzór użytkowy inny wynalazek dotyczący „urządzenia do zakotwiczenia wentylatora” na chłodzeniu procesora. Ułatwia to montaż, ponieważ urządzenie łatwo zaciska się na zewnętrznej stronie radiatora. Usztywnienie względem radiatora służy dobremu pochłanianiu drgań wentylatora, a więc hamuje powstawanie hałasu. Firma posiada również zarejestrowany wzór użytkowy na „ustawienie kątowe złącza” dla kabli swoich zasilaczy. Ta specjalna technologia umożliwia ustawienie i dopasowanie kąta nachylenia kabla wyjściowego do miejsc montażu w różnych konfiguracjach komputerów. Umożliwia to uporządkowanie przebiegu kabli i poprawia cyrkulację powietrza w obudowie.